# Маккензи, Александр (6-й вождь клана Маккензи)
Александр Маккензи из Кинтайла (англ. Alexander Mackenzie of Kintail; до 1436 — после 1471), известный как «Ионрайк» (или «Прямой») — 6-й вождь шотландского горного клана Маккензи. Первый глава клана Маккензи, о котором сохранились бесспорные документальные свидетельства. За свою долгую жизнь он значительно расширил территории и влияние своего клана.

## Ранняя жизнь
Согласно традиционной генеалогии клана, Александр Маккензи был сыном Мердока Маккензи (5-го вождя клана Маккензи из Кинтайла) и Фингуалы, дочери Малкольма Маклауда из Гарриса.
Он якобы был среди западных баронов, вызванных в Инвернесс в 1427 году для встречи с королем Шотландии Яковом I Стюартом, который сразу же схватил их по прибытии, казнив некоторых и заключив в тюрьму других. Король отправил Маккензи, тогда ещё совсем юношу, в среднюю школу в Перте, которая в то время считалась главной литературной семинарией в Шотландии. Согласно традиционным историям клана Макрей, Фионнла Дуб мак Гиллехриосд уговорил его вернуться из школы, чтобы разобраться с тремя незаконнорожденными дядями, которые беспокоили его арендаторов в Кинлоче.

## Падение Лорда Островов
В длительном конфликте между лордом островов и шотландской короной клан Маккензи выбрал сторону последней. Ход событий, как они повлияли на Маккензи, якобы резюмирован в двух хартиях в его пользу, о которых говорится выше. 7 января 1463 года Маккензи получил хартию от Джона Макдональда, графа Росса, подтверждающую его право владения землями Кинтайл с дальнейшим предоставлением «5 мерков земель Киллина, земель Гарве и двух мерков земель Коривулзи с тремя мерками земель Кинлохлуичарт и двумя мерками земель Ах-на-Клерих [Ахнаклерах], двумя мерками земель Гарбат, мерками земли Делинтан и четырьмя мерками землями Тарви, все они лежат в пределах графства Росс будет принадлежать упомянутому Джону и его преемникам, графам Росс».
Однако в 1462 году Джон Макдональд перехитрил его, заключив предательское соглашение с короле Англии Эдуардом IV, и Маккензи позже сыграл значительную роль в переговорах между Джоном Макдональдом и королем Шотландии Яковом III Стюартом, которые привели к капитуляции графа Росса в 1476 году. В 1477 году Александр Маккензи был награждён хартией короны на некоторые земли, от которых отказался граф Росс, а именно Стратконан, Стратбраан и Стратгарв, и был утвержден в своих землях в Кинтайле. Вероятно, именно в этот момент Маккензи перенес главную резиденцию своей семьи из Эйлин-Донан в Кинтеале в замок Кинеллан, недалеко от Стратпеффера. После этого бароны Кинтайла владели всеми своими землями совершенно независимо от кого-либо, кроме короны.
В период между 1485 и 1491 годами сын Маккензи Кеннет привел клан Маккензи к победе над Александром Макдональдом из Лохалша в битве при Блар-на-Пейрк. Эту битву можно рассматривать как подтверждение возвышения Маккензи за счет их бывших повелителей Макдональдов.

## Графство Росс
Граф Сазерленд был в дружеских отношениях с Александром Маккензи и назначил его своим заместителем в управлении графством Росс, которое перешло к нему после конфискации. Однажды, когда граф Сазерленд находился на юге при дворе, люди Стратнавера, Брейса из Кейтнесса воспользовались его отсутствием и вторглись в Сазерленд. Говорят, что слух об их поведении вскоре распространился по всему миру и достиг ушей вождя Кинтайла, который сразу же с отрядом в шестьсот человек перешел в Сазерленд, где, присоединившись к нему соратники графа, разгромил захватчиков, убил большое количество из них, заставили остальных просить мира и вынудили их предоставить существенные гарантии для их мирного поведения в будущем.
Граф Кромарти сообщал:
«…поскольку его разумное управление в графстве Росс показало, что он человек с хорошими природными способностями, это во многом способствовало продвижению интересов его семьи путем приобретения земель, которые он таким образом заработал; Не менее похвальным он был и за спокойствие и мир, которые он поддерживал среди своих горцев, обеспечивая пунктуальное исполнение законов против всех правонарушителей».

## Прочие клановые споры
Маккензи также вмешивался в дела своих соседей. По словам графа Кромарти, он вмешался, чтобы помочь Аллану Макдональду из Мойдарта (с которым он ранее был в ссоре) против брата Аллана, который узурпировал некоторые поместья Мойдарта. Существуют также традиционные сведения о его участии примерно в 1452 году в битве при Белах-на-Бройге между западными силами Макивера, Макленнана, Маколея и Маклея против сил Фрейзера, Манро из Фулиса и Дингуоллов из Килдуна.

## Семья, смерть и потомство
Александр был первым из семьи, кто жил на острове Лох-Кинеллан, недалеко от Стратпеффера, и в то же время он владел Браханом в качестве хозяйства или фермы, и то и другое его преемники какое-то время держали у короля за ежегодную арендную плату. пока они позже не враждовали.
Браки Александра были предметом генеалогических споров. Вес традиционной истории клана заключается в том, что он женился, во-первых, на Энн, дочери Джона Макдугалла из Данолли, и, во-вторых, на Маргарет, дочери Макдональда из Морара (боковой линии Макдональдов из Кланраналда), но Аонгас МакКойнних указал выясним трудности, которые с традиционной точки зрения представляет просьба Александра об устроении в 1466 году. МакКойннич предполагает, что Кэтрин, которая была записана в мольбе как жена Александра, возможно, была внучкой Ранальда Макдональда, основателя Макдональдов из Кланраналда.
От первой жены у Александра были Кеннет, его наследник и преемник, и Дункан, прародитель Маккензи из Хилтона. От второй жены (если она у него была) у него был Гектор Рой (или «Ихаинн Руад»), от которого произошли Маккензи из Гейрлоха, и дочь, вышедшая замуж за Аллана Маклауда, предшественника Гектора Роя в Гейрлохе.
Говорят также, что у него был внебрачный сын (или, в некоторых источниках, брат) Дугал, который стал священником и был настоятелем монастыря Боли, который он отремонтировал около 1478 года и в котором он похоронен.
Дата смерти Александра неизвестна, хотя ясно, что он умер к 1488 году, поскольку его старший сын был назначен наследником земель Кинтайла в Дингуолле 2 сентября 1488 года. Аонгас МакКойнних предполагает, что Александр мог фактически умер к июлю 1479 года, поскольку его сын к тому времени уже был ответственным за арендную плату в герцогстве Росс.